# Skazînți, Moghilău
Skazînți (în ucraineană Сказинці) este localitatea de reședință a comunei Skazînți din raionul Moghilău, regiunea Vinnița, Ucraina.

## Demografie
Componența lingvistică a localității Skazînți
     Ucraineană (98,76%)
     Rusă (1,03%)
     Alte limbi (0,21%)
Conform recensământului din 2001, majoritatea populației localității Skazînți era vorbitoare de ucraineană (98,76%), existând în minoritate și vorbitori de rusă (1,03%).